# Atlantic Grupa
Atlantic Grupa d.d. – chorwackie przedsiębiorstwo produkcyjno-handlowe działające w branży spożywczej i kosmetycznej, z siedzibą w Zagrzebiu.
Spółka została założona w 1991 roku jako przedsiębiorstwo handlowe zajmujące się dystrybucją wyrobów firm zachodnich na terenie Chorwacji. Wśród firm, których produkty dystrybuuje znajdują się m.in. Unilever, Ferrero, Wrigley Company oraz Johnson & Johnson. Z czasem firma przeprowadziła szereg akwizycji, które pozwoliły jej wprowadzić na rynek także własne marki. W 2001 roku przejęła spółkę Cedevita, producenta m.in. napoju witaminizowanego o tej samej nazwie, a w 2003 spółkę Neva, chorwackiego producenta kosmetyków.
Wśród produktów Atlantic Grupa znajdują się:
- kawy, sprzedawana pod marką Grand Kafa oraz Barcaffe
- napoje: Cockta, Donat Mg oraz Cedevita
- przekąski: Smoki, Chipsos, Najlepše želje oraz Bananica
- pasty Argeta
- odżywki dla sportowców Multipower
- żywność dla dzieci pod marką Bebi